# Гажин
Гажин (бел. Гажын) — деревня в Головчицком сельсовете Наровлянского района Гомельской области Беларуси.

## География

### Расположение
В 13 км от железнодорожной станции Ельск (на линии Калинковичи — Овруч), 196 км от Гомеля.

### Гидрография
На реке Словечна (приток реки Припять), на востоке, севере и западе мелиоративные каналы.

## Транспортная сеть
Транспортные связи по автодороге, которая связывает деревню с Наровлей. Планировка состоит из чуть изогнутой улицы, к которой с юга и севера присоединяются переулки. Застройка двусторонняя, преимущественно деревянная, усадебного типа.

## История
По письменным источникам известна с XIX века как деревня в Речицком уезде Минской губернии. В 1811 году владение Гольста. В 1825 году деревню купил С. И. Горват. В 1879 году обозначена в числе поселений Демидовского церковного прихода. Согласно переписи 1897 года в Наровлянской волости Речицкого уезда Минской губернии.
Во время Великой Отечественной войны действовала подпольная группа (руководитель Науменко). В боях около деревни погибли 24 советских солдата (похоронены в братской могиле на кладбище). 53 жителя погибли на фронте. Согласно переписи 1959 года в составе колхоза «Дружба» (центр — деревня Демидов). Располагались библиотека, фельдшерско-акушерский пункт, Дом культуры.

## Население

### Численность
- 2004 год — 113 хозяйств, 235 жителей.

### Динамика
- 1834 год — 22 двора.
- 1850 год — 29 дворов.
- 1897 год — 47 дворов, 292 жителя (согласно переписи).
- 1908 год — 65 дворов, 408 жителей.
- 1959 год — 675 жителей (согласно переписи).
- 2004 год — 113 хозяйств, 235 жителей.